# Simone Chapuis-Bischof
Simone Chapuis-Bischof (* 16. März 1931 in Basel; † 9. Oktober 2023 in Lausanne; heimatberechtigt in Eggersriet) war eine Schweizer Redaktorin und Feministin.

## Leben
Simone Chapuis-Bischof wurde als Tochter des Bankbeamten Josef Bischof und der Elsa Mabille geboren. Sie schloss ihr Studium der Pädagogik und Sozialwissenschaften an der Universität Lausanne mit dem Lizentiat und Sekundarlehrerdiplom ab. Sie war mit dem Gymnasiallehrer Olivier Chapuis verheiratet.
Chapuis-Bischof war von 1957 bis 1963 als Lehrerin an einem Gymnasium tätig. Von 1980 bis 1993 war sie Redaktorin des Bulletin du Grand Conseil vaudois. Chapuis-Bischof setzte sich für die Rechte der Frauen ein, so für das Frauenstimmrecht, den Zugang von Mädchen zu Mittelschulen und Universitäten, die Entkriminalisierung der Abtreibung, die Gleichstellung von Mann und Frau sowie für Quotenregelungen. Sie war Präsidentin der Lausanner Sektion des Schweizerischen Verbands für Frauenrechte von 1971 bis 1975, von 1974 bis 1980 der Waadtländer Sektion des Verbandes sowie von 1988 bis 1995 nationale Verbandspräsidentin. Zudem war sie von 1974 bis 1980 Präsidentin des Redaktionskomitees der Monatsschrift Femmes suisses.

## Werke
- Le langage et les femmes. De la formulation non sexiste à la féminisation de la langue. In: Schweizerischer Verband für Frauenrechte (Hrsg.): Der Kampf um gleiche Rechte – Le combat pour les droits égaux. Schwabe Verlag, Basel 2009, ISBN 978-3-7965-2515-5, S. 257–266.